# Fenchurch Street

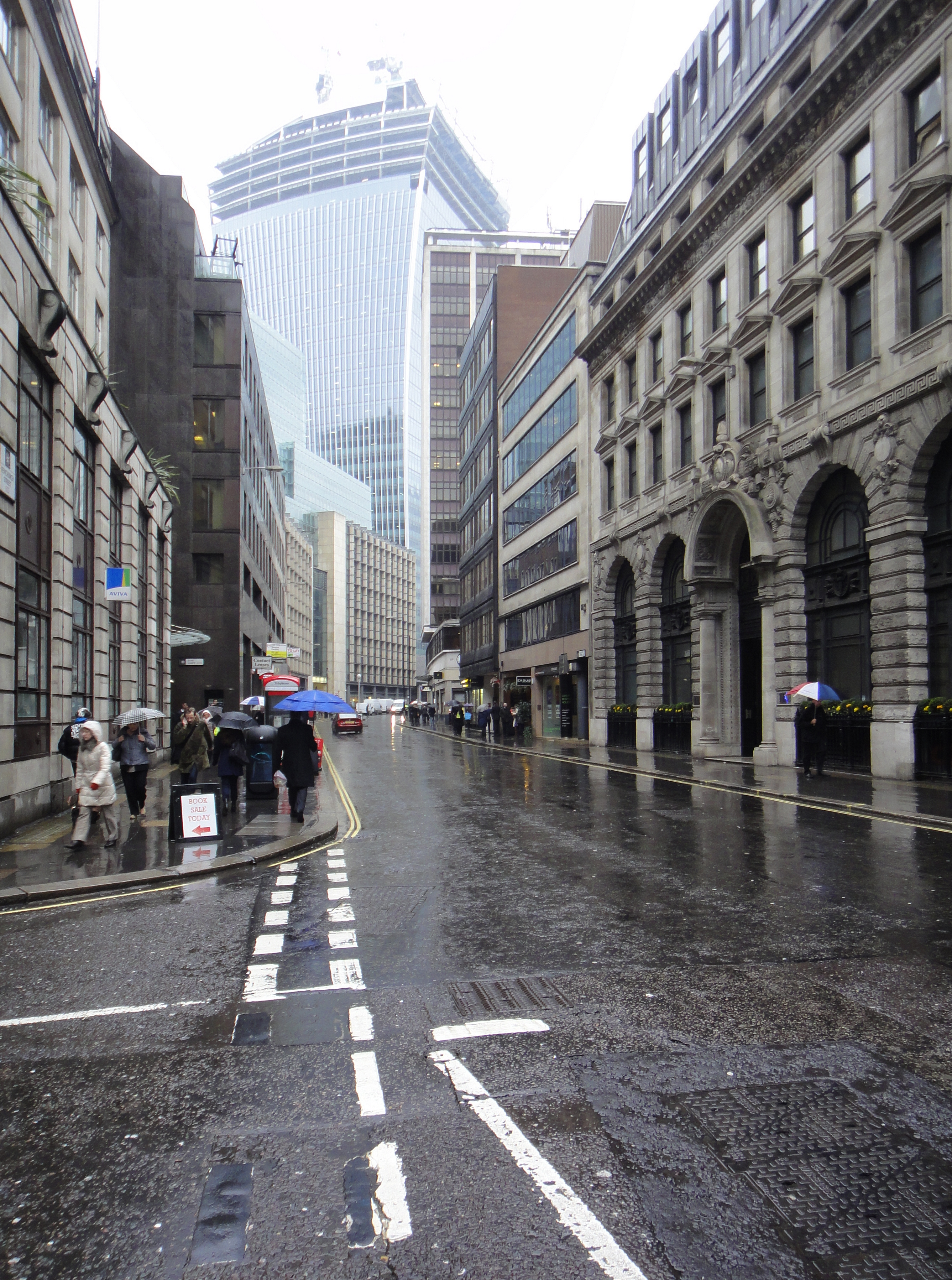
Fenchurch Street, Blick nach Westen

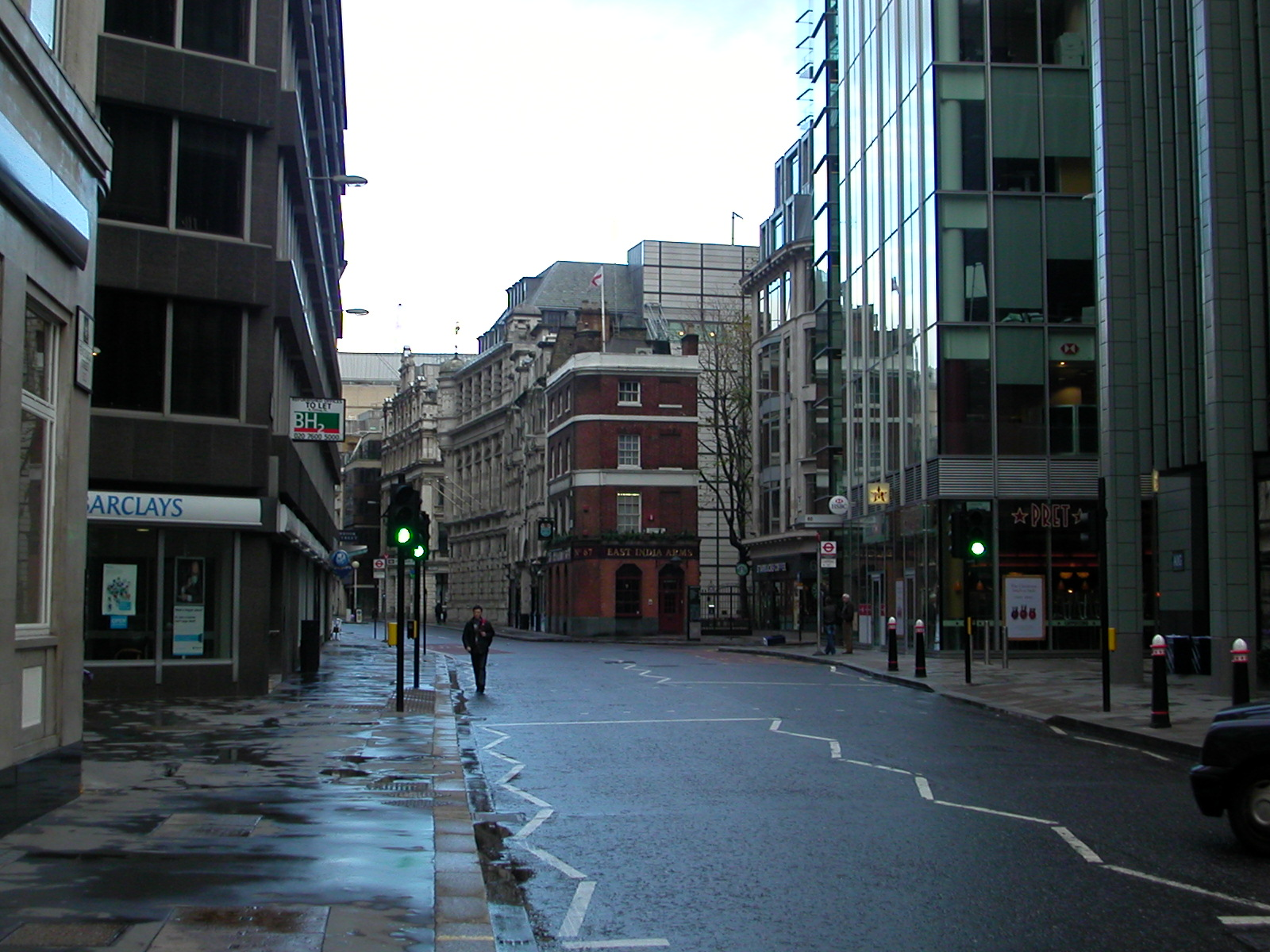
Fenchurch Street, Blick nach Osten

Fenchurch Street, ursprünglich auch Fennieabout ist eine Straße in der City of London. Die Straße ist Teil einer Ost-West-Verbindung durch die City. Sie schließt im Osten an Aldgate am Rande der City an, und im Westen an die Lombard Street.
Archäologische Funde deuten darauf an, dass sich an der Position der Fenchurch Street bereits in Vor-römischer Zeit ein Verkehrsweg befunden hat. Im 21. Jahrhundert ist die Fenchurch Street wie die gesamte östliche City von Büros und Verwaltungsgebäuden geprägt. Besonders auffallend sind dabei die großen Komplexe von Plantation Place und 20 Fenchurch Street. Nach der Straße benannt, aber nicht direkt an ihr gelegen, ist der Bahnhof Fenchurch Street.

## Geschichte
Die Bedeutung des Namens ist heute nicht mehr sicher nachzuvollziehen. Entweder ist die Straße, die früher meist Fennieabout genannt wurde, nach dem Farn (engl. Fen) benannt, der an dieser Stelle am Ufer des Flusses Langbourn wuchs, oder nach dem Getreidemarkt (von lat. feanum für Getreide), der in der Straße stattfand.
Archäologische Funde an der Stelle der heutigen Straßen stammen aus keltischer Zeit. Aus der Zeit des römischen Londons fanden sich drei einander nachfolgende Straßenoberflächen, ebenso wie die Reste diverser römischer Lagerhäuser und Werkstätten. Die Häuser und Geschäfte an der Fenchurch Street waren die ersten, die Besucher Londons erblickten, wenn sie durch das Aldgate die Stadt betraten. Da das Tor eines der meistfrequentierten war, hatten die Läden und Pubs an der Fenchurch Street ein dementsprechendes Publikumsaufkommen.
Im Mai 1554 soll Elisabeth I. in der Fenchurch Street, im King's Head, ihr erstes Mahl eingenommen haben, nachdem Maria sie aus dem Tower of London entlassen hatte. Es soll sich dabei um Schweinefleisch mit Erbsen gehandelt haben. Ebenfalls existiert The Mitre, ein Lieblingsort von Samuel Pepys – und in seinen Tagebüchern ausführlich gewürdigt – nicht mehr. Es brannte im Großen Brand von London nieder.
Zu Pepys Zeiten gehörte etwas die Hälfte der Grundstücke an der Fenchurch Street der Worshipful Company of Clothworkers, die darüber hinaus noch einigen weiteren Grund in London besaß, und so zu dieser Zeit eine der reichsten der Livery Companies war.

## Bauten

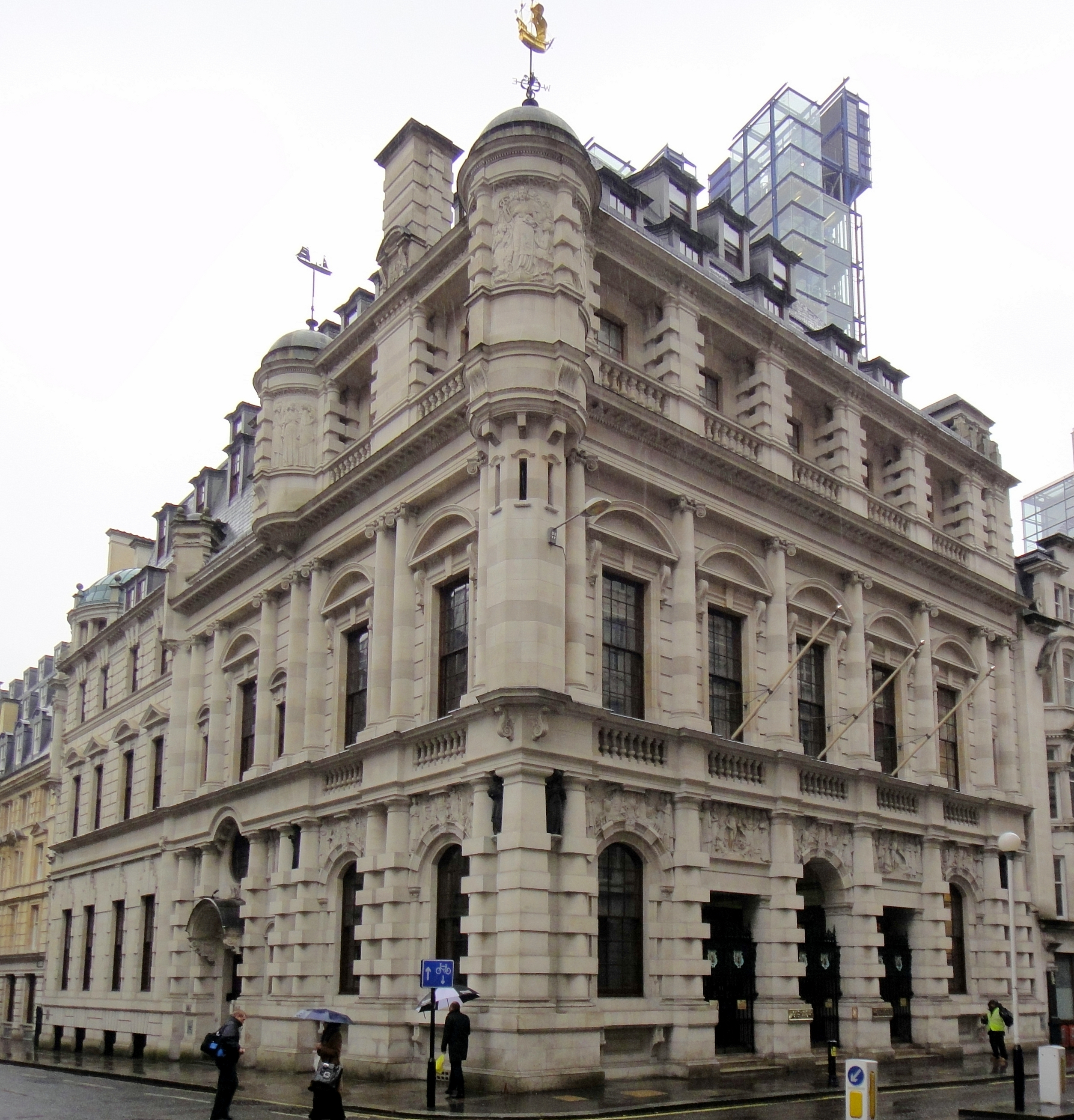
Lloyd’s Register of Shipping.

Zu den Bauten in der Fenchurch Street, die heute nicht mehr existieren, zählen mehrere Kirchen, darunter St Gabriel Fenchurch, St Benet Gracechurch, St Dionis Backchurch und St Katharine Coleman. St Gabriel Fenchurch, die im Großen Brand abbrannte und nicht wieder aufgebaut wurde, war dabei eventuell der Namensgeber für die ganze Straße. Die Worshipful Company of Ironmongers hatte von 1587 bis 1920 ihre Livery Hall in der Straße in 117 Fenchurch Street.
- 20 Fenchurch Street, eines der höchsten Gebäude der City. Ersetzt ein Hochhaus aus der zweiten Hälfte des 20. Jahrhunderts.
- Plantation Place, gebaut 2004 und Nachfolger des Plantation House, füllt fast den gesamten Häuserblock zwischen Fenchurch Street, Great Tower Street, MIncing Lane und Rood Lane aus.
- Fountain House, 30 Fenchurch Street, war 1957 mit 14 Stockwerken das erste Hochhaus, das in der City of London gebaut wurde. In der Gestaltung orientiert es sich am New Yorker Lever House.[2]
- East India Arms, 67 Fenchurch Street, Pub aus dem frühen 19. Jahrhundert und damit eines der ältesten noch bestehenden Gebäude an der Fenchurch Street.
- das Lloyd’s Register of Shipping, 71 Fenchurch Street ist eine Mischung aus Neobarock aus dem Jahr 1900 und einem modernen Anbau aus dem 21. Jahrhundert.
- The Elephant, 119 Fenchurch Street, massiv aus Stein gebaut, gehört zu den wenigen Gebäuden, die den Großen Brand von London überstanden. Trotzdem wurde das Haus 1826 abgerissen und in ähnlicher Bauweise wieder aufgebaut.[1]
- Fen Court, ein kleiner Park, der aus Resten der Kirchhöfe von St Gabriel und St Mary besteht. In ihm finden sich drei Begräbnisstätten aus dem 18. Jahrhundert.[2]